# Joanna Wierzbowska
Joanna Wierzbowska – polska okulistka, doktor habilitowany medycyny, profesor nadzwyczajny w Klinice Okulistyki Wojskowego Instytutu Medycznego.

## Życiorys
Studia na I Wydziale Lekarskim Akademii Medycznej w Warszawie ukończyła w 1990 roku. Stopień doktorski uzyskała w Wojskowym Instytucie Medycznym w 2002 roku na podstawie pracy "Zastosowanie glikokortykosteroidów i teleradioterapii oczodołów u chorych z oftalmopatią Gravesa leczonych jodem promieniotwórczym". Habilitowała się w tej samej placówce w 2011 roku na podstawie dorobku naukowego i rozprawy pt. "Aktywność układu autonomicznego w korelacji z perfuzją obwodową i krążeniem pozagałkowym u chorych z jaskrą normalnego ciśnienia". 
Jest członkinią Polskiego Towarzystwa Okulistycznego (Sekcja Okulistyki Wojskowej, Sekcja Jaskry), Amerykańskiej Akademii Okulistyki oraz Stowarzyszenia Zwyrodnienia Plamki Związanego z Wiekiem (AMD). Odbyła kursy w zakresie chirurgii refrakcyjnej w San Francisco, Mannheim, Sztokholmie i Stambule.
Zainteresowania badawcze i kliniczne J. Wierzbowskiej dotyczą m.in. takich zagadnień jak: rozpoznawanie i leczenie jaskry, schorzenia narządu wzroku powiązane z gruczołem tarczycy (m.in. orbitopatia tarczycowa) oraz chirurgia refrakcyjna rogówki (korygowanie krótkowzroczności, astygmatyzmu i nadwzroczności techniką LASIK przy pomocy lasera ekscymerowego oraz lasera femtosekundowego).
Swoje prace publikowała w czasopismach krajowych i zagranicznych, m.in. w Klinice Ocznej.